# Donji Dubič
Donji Dubič (en serbe cyrillique : Доњи Дубич) est un village de Serbie situé dans la municipalité de Trstenik, district de Rasina. Au recensement de 2011, il comptait 182 habitants.

## Démographie
| 1948 | 1953 | 1961 | 1971 | 1981 | 1991 | 2002 | 2011 |
| ---- | ---- | ---- | ---- | ---- | ---- | ---- | ---- |
| 291  | 300  | 293  | 274  | 243  | 258  | 214  | 182  |

|  |